# Naenaria grandiceps
Naenaria grandiceps är en stekelart som beskrevs av Cameron 1903. Naenaria grandiceps ingår i släktet Naenaria och familjen brokparasitsteklar. Inga underarter finns listade i Catalogue of Life.